# Pinus krempfii
Pinus krempfii Lecomte – gatunek drzewa iglastego z rodziny sosnowatych (Pinaceae). Sosna ta jest endemitem wietnamskim. Jest to prawdopodobnie najbardziej niezwykły gatunek w rodzaju, ze względu na spłaszczone, żebrowane igły. Uważana jest za starożytny, reliktowy gatunek sosny.

## Rozmieszczenie geograficzne
Pinus krempfii występuje w Wietnamie. Większość populacji znajduje się w prowincji Khánh Hòa i Lâm Đồng (głównie w okolicy góry Bi Doup). Niewielkie populacje rosną także w prowincji Ninh Thuận i Đăk Lăk (masyw Chư Yang Sin).
Zasięg występowania w 2011 r. wynosił ok. 1925 km² i był mniejszy o ok. 30% niż 150 lat wcześniej, na co wskazują dane historyczne. Część stanowisk udokumentowanych przez francuskich botaników w latach 20. XX w. już nie istnieje. Gatunek notowany jest z mniej niż 10 lokalizacji.

## Morfologia
PokrójPokrój drzewiasty. Korona drzewa zaokrąglona, szeroka, z wieloma dużymi konarami.
PieńPień pojedynczy, osiąga wysokość do 30 m (35–55 m) i średnicę do 2 m. Nasada pnia jest rozszerzona i wzmocniona przez wsporniki. Kora szara, łuskowata, pękająca na nieregularne płaty.
LiścieLancetowate, spłaszczone igły, zebrane w pęczki po 2, skupione są na końcach cienkich gałązek. Na dorosłych drzewach osiągają (4)3–6(7) cm długości i (1)2–4(5) mm szerokości. Na młodszych drzewach i gałęziach są znacznie dłuższe, dorastają do 15 cm długości i 15 mm szerokości. Na wątłych gałązkach liście ułożone są w jednej płaszczyźnie (niespotykane u innych sosen), podczas gdy na silniejszych rosną dookoła gałązki.
SzyszkiSzyszki męskie zebrane w grupy na małych, zwisających gałązkach, z kilkoma wiązkami igieł lub bez. Dojrzałe szyszki żeńskie są owalne, zwisające, pojedyncze, długości 4–9 cm, szerokości 3–6 cm. W szyszce znajduje się 12–20 łusek nasiennych z małą, bezkolcową, grzbietową piramidką (umbo) na apofyzie. Nasiona owalne, oskrzydlone.

## Biologia i ekologia
Liście mają jedną wiązkę przewodzącą. Pochewki liściowe są nietrwałe, szybko opadają. Pędy w dolnej koronie starszych drzew i na młodych drzewach rosnących w cieniu, są wątłe i rosną bardzo wolno. Szyszki nasienne otwierają się i uwalniają nasiona od czerwca do września, następnie opadają. Z obserwacji wynika, że słabo odnawia się na stanowiskach naturalnych.
Analiza pierścieni drzewa wskazuje, że Pinus krempfii może osiągać wiek 1 tys. lat. Długość życia jednego pokolenia szacowana jest na przynajmniej 50 lat.
Występuje głównie na wysokościach 1500–1800 m n.p.m., skrajnie schodząc do 1200 m i osiągając 2000 m n.p.m. Rośnie przeważnie powyżej lasów deszczowych, a niżej niż lasy z udziałem sosny Pinus kesiya. Często występuje razem z Fokienia hodginsii, Pinus dalatensis (na południu jej zasięgu w Wietnamie) i Dacrydium elatum oraz drzewami liściastymi, takimi jak Exbucklandia populnea czy Rhodoleia championii.
Często rośnie na wilgotnych glebach o dobrze rozwiniętej warstwie humusu. Występuje w strefie górskiego klimatu równikowego z sezonowością monsunową, o średnich rocznych temperaturach powietrza 19–23 °C i poziomie opadów powyżej 1500 mm.

## Systematyka i zmienność
Pozycja gatunku w obrębie rodzaju Pinus:
- podrodzaj Strobus
  - sekcja Quinquefoliae
    - podsekcja Krempfianae
      - gatunek P. krempfii

Ze względu na wyjątkową w obrębie rodzaju budowę morfologiczną igieł i anatomiczną drewna, gatunek ten jest obiektem zainteresowania wielu botaników. Na podstawie tych różnic rozważano umieszczenie go w trzecim podrodzaju Ducampopinus, ale wyniki badań genetycznych i pewne cechy (jedna wiązka przewodząca w liściu) sugerują, że powinien być umieszczony w podrodzaju Strobus. Dalsze genetyczne badania porównawcze m.in. z gatunkami sosen z obydwu podrodzajów, potwierdzają przynależność do podrodzaju Strobus i umiejscawiają gatunek w monotypowej podsekcji Krempfianae, z tą różnicą, że raczej w sekcji Parrya niż jak przyjęto Quinquefoliae.
Wyróżniona niegdyś odmiana Pinus krempfii var. poilanei Lecomte (1924), miała mieć dłuższe i szersze igły, niż pierwotnie opisany gatunek (Lecomte 1921). Dokładniejsze poznanie wzorców wzrostu tego gatunku pozwoliło stwierdzić, że próbki pochodziły z różnych etapów rozwoju drzew, więc nie ma przesłanek do wyodrębniania odmiany.

## Zagrożenia i ochrona
Międzynarodowa organizacja IUCN umieściła ten gatunek w Czerwonej księdze gatunków zagrożonych, uznając go w 1998 i następnie w 2011 r. za narażony na wyginięcie i przyznając kategorię zagrożenia VU (vulnerable, wersja 2.3 i 3.1 systemu oceny).
Część populacji objęta jest ochroną na terenie wietnamskich parków narodowych Bidoup Núi Bà i Chư Yang Sin oraz rezerwatu Deo Ngoan Muc.

## Zastosowanie
Drewno jest miękkie, jasne, lekko żywiczne. Może być wykorzystywane jako budulec, jednak nie stanowi istotnego źródła surowca, ze względu na rzadkie występowanie. Niewiele okazów spotykanych jest w uprawie, więc brak szerszych danych o wymaganiach tego gatunku i możliwości wykorzystania go w leśnictwie.